# Конституция Чехословацкой Социалистической Республики
Конституция Чехословацкой Социалистической Республики (чеш. Ústava Československé socialistické republiky, словац. Ústava Československej socialistickej republiky; неофициальное название: «Социалистическая конституция», чеш. Socialistická ústava) — основной закон Чехословакии, принятый 11 июля 1960 года взамен так называемой «Конституции 9 мая» (1948), и действовавший до 1 января 1993 года.
По конституции 1960 года прежнее название государства, Чехословацкая Республика (в довоенном написании на русском через дефис: Чехо-Словацкая Республика; в самой Чехословакии дефис употреблялся в 1918—1920 и 1938—1939 годах, а иногда и между этими датами) было изменено на Чехословацкая Социалистическая Республика.

## Конституционный закон 1968 года
В октябре 1968 года был принят Конституционный закон о чехословацкой федерации (№ 143/1968 Sb.), по которому в Конституцию 1960 года было внесено 58 поправок, связанных с преобразованием унитарного государства в федерацию двух равноправных республик — Чешской социалистической республики и Словацкой социалистической республики. Закон вступил в силу 1 января 1969 года.
И принятие этих важнейших поправок, и введение в законную силу этой важнейшей реформы государственного устройства страны были осуществлены при том же составе лидеров (первый секретарь ЦК Коммунистической партии Чехословакии — Александр Дубчек, председатель Национального собрания ЧССР — Йозеф Смрковский, премьер-министр — Олдржих Черник), которые руководили страной в период Пражской весны, завершившейся вводом войск стран — участниц Варшавского договора в Чехословакию 21 августа 1968 года.